# The Childhood of a Leader - L'infanzia di un capo
The Childhood of a Leader - L'infanzia di un capo (The Childhood of a Leader) è un film del 2015 scritto, prodotto e diretto da Brady Corbet, al suo esordio alla regia, e interpretato da Robert Pattinson, Bérénice Bejo, Liam Cunningham, Stacy Martin e Yolande Moreau. Il film è vagamente ispirato al racconto dello scrittore francese Jean-Paul Sartre Infanzia di un capo, pubblicato nel 1939, e al romanzo dello scrittore inglese John Fowles Il mago, pubblicato nel 1965. Il regista ha girato sia una versione del film in lingua inglese che una in lingua francese.
Il film è stato presentato in concorso al Festival di Venezia 2015 nella sezione Orizzonti, dove ha vinto il Premio Orizzonti alla miglior regia e il Leone del Futuro - Premio Venezia Opera Prima Luigi De Laurentiis.

## Trama
Il film è diviso in tre parti, corrispondenti ai peggiori scatti d'ira del protagonista.

### Il primo scatto d'ira
1919. Prescott è il figlio unico di un importante diplomatico americano, consigliere del presidente Woodrow Wilson, e di una ricca francese, che fin da piccola ha viaggiato per il mondo. La famiglia, fino a quel momento residente negli Stati Uniti, deve trasferirsi in Francia per seguire il padre, che è stato scelto dal presidente americano per far parte di una delegazione col compito di concludere le trattative che porteranno alla firma del Trattato di Versailles. La famiglia va quindi ad alloggiare in una villa appena fuori Parigi, dove trascorrono una vita abbastanza monotona tra le visite del giovane giornalista e amico di famiglia Charles Maker, le settimanali lezioni private di francese per opera della bella Ada e tra la servitù, capeggiata dall'anziana e comprensiva Mona, che Prescott vede come vera e propria madre.
Un giorno, dopo le prove di una recita natalizia, Prescott, senza un apparente motivo, comincia a tirare delle piccole pietre contro una chiesa e contro i fedeli che sono sulla porta di essa. Catturato da uno di questi, viene riportato a casa dove spiega alla madre che ha compiuto quel gesto perché pensava che lei volesse più bene a Dio che a lui, e quindi era mosso da gelosia. Qualche giorno dopo Prescott viene portato dalla madre dal parroco perché gli rivolga le proprie scuse, ma il ragazzino si rifiuta, facendo notare di aver tirato i sassi alle persone che erano fuori dalla chiesa, non al parroco. Quando la madre insiste, Prescott scappa di nuovo ma poi, rendendosi conto di quanto la faccia penare, pentito, torna indietro e l'abbraccia. Accetta quindi il giorno di Natale, dopo la recita, di porgere le proprie scuse a quelli che ha colpito con le pietre.

### Il secondo scatto d'ira
Il padre di Prescott è sempre più impegnato con gli sforzi per mandare avanti le trattative, cosa che lo porta ad assentarsi da casa delle intere settimane. Uno di questi giorni, Prescott sorprende il padre, che aveva detto di trovarsi a Parigi, in atteggiamenti intimi con la sua insegnante di francese, Ada, e quella stessa sera accenna tutto a tavola di fronte al padre e alla madre, scatenando i sospetti di quest'ultima sul marito che, comunque, riesce a cavarsela momentaneamente con una scusa. Intanto Prescott lega sempre di più con la governante Mona, ignorando, invece, la madre. Un giorno il padre è costretto a organizzare un importante incontro segreto a casa sua con alcuni membri del Congresso, per valutare alcune opzioni all'insaputa del Presidente. Durante questo incontro, Prescott scende dal padre per chiedergli qualcosa ma rimane offeso quando uno degli ospiti lo scambia, anche causa i capelli lunghi, per una femmina. Arrabbiato, Prescott si mostra nudo davanti a tutti gli ospiti, per dimostrare il suo sesso. Per paura di una reazione violenta del padre, Prescott si chiude a chiave in camera sua. Il giorno dopo il padre deve ritornare per una settimana a Parigi, non prima di raccomandare vivamente a sua moglie di disciplinare una volta per tutte il loro figlio. La madre ordina quindi a Mona di non dare né da bere né da mangiare a Prescott fino a che non uscirà dalla sua camera e affronterà la punizione che si merita. Prescott però si ostina a non uscire, mandando via rabbiosamente anche Ada.
Preoccupata dalle condizioni del bambino e indignata dall'ostinazione della madre a non nutrire il figlio, Mona, una notte, visita clandestinamente Prescott portandogli del cibo e dell'acqua. La madre però li sorprende e licenzia in tronco, davanti al bambino, la vecchia governante. Prescott, sconvolto da ciò, spintona violentemente la madre e si chiude ancora una volta dentro camera sua. Poco tempo dopo, Ada ritorna per continuare le sue lezioni, ma il bambino fa entrare sia lei che la madre in camera sua e legge un'intera favola di Esopo in perfetto francese, dimostrando di non avere più bisogno di alcuna lezione. La madre licenzia anche la giovane maestra. Qualche giorno dopo, il padre ritorna a casa sorprendendo la moglie e Charles Maker da soli mentre parlavano. Pur sospettando, il marito non reagisce, ricordandosi della sua storia con Ada. Proprio in quel momento la moglie gli rivela di averla licenziata sotto esortazione di Prescott. Esasperato dall’atteggiamento di Prescott, il padre sfonda la porta della sua camera e rincorre il figlio per dargli una punizione esemplare ma, afferrandolo, inavvertitamente, gli spezza un braccio.

### Il terzo scatto d'ira
Il Trattato di Versailles è sul punto di essere firmato e per festeggiare il padre invita tutti i suoi colleghi e i suoi più intimi amici, tra cui Charles Maker, a una cena a casa sua. Prima di iniziare la cena, la madre chiede a Prescott di recitare una preghiera davanti ai convenuti ma il bambino si rifiuta. Poiché la madre insiste, Prescott ha un altro violento scatto d'ira e si alza sulla sua sedia e comincia a urlare ossessivamente "Non credo più nelle preghiere". Tra lo sgomento dei commensali, mentre la madre cerca di tirarlo giù, Prescott la colpisce violentemente con un sasso che aveva precedentemente raccolto, facendole perdere i sensi. Fuori di sé il padre comincia a rincorrere il figlio, mentre Charles cerca di proteggerlo. Mentre corre, Prescott inciampa in un gradino della scala e si accascia a terra ansimante.

### Epilogo o Prescott il bastardo
Al di fuori di un colossale palazzo migliaia di persone stanno aspettando qualcuno, inneggiando il suo nome e sventolando bandiere. Finalmente arriva una macchina dalla quale esce il leader, incoraggiato da un boato della folla, Prescott da grande, con capelli rasati e barba, ha un'evidente somiglianza con Charles Maker. È infatti lui il vero padre di Prescott.

## Produzione

### Sviluppo
Il film è ambientato nel 1919, il protagonista è un ragazzino, è in inglese e in francese. Fortunatamente non durerà quattro ore e mezza e non sarà in bianco e nero. Ma questo è quanto: non sarà molto facile da capire. È tipo sulla nascita di un megalomane con un senso dell'ego maniacale nel primo dopoguerra. Parla della nascita del fascismo durante la firma del Trattato di Versailles.
Il 1º aprile 2013 è stato annunciato che l'attore Brady Corbet avrebbe fatto il suo debutto dietro la macchina da presa con la trasposizione di una sceneggiatura scritta da lui e da sua moglie Mona Fastvold ambientata in Francia durante la prima guerra mondiale.
Nel 2015, Corbet ha dichiarato che per scrivere la sceneggiatura del film si era ispirato a film come Mouchette - Tutta la vita in una notte di Robert Bresson, Sotto il sole di Satana di Maurice Pialat, L'albero degli zoccoli di Ermanno Olmi, Dies irae di Carl Theodor Dreyer e Barry Lyndon di Stanley Kubrick.

### Casting
Il 10 dicembre 2013 è stato annunciato che Juliette Binoche, Tim Roth e Robert Pattinson avevano preso parte al cast del film. Nell'agosto 2014 la Binoche ha abbandonato il progetto, ritenendo la sceneggiatura "troppo angosciante" ed è stata sostituita dall'attrice Bérénice Bejo. Il 1º ottobre dello stesso anno Stacy Martin è entrata nel cast.
Corbet ha affermato, parlando del cast e dei personaggi, che:
Il 7 febbraio 2015 Liam Cunningham e Yolande Moreau si sono aggiunti al cast del film.

### Riprese
Le riprese del film sono iniziate il 30 gennaio 2015 a Budapest in Ungheria e si sono concluse il 1º marzo dello stesso anno.

## Promozione
Alcuni spezzoni del film sono stati mostrati alla Marché du Film del Festival di Cannes 2015. Due clip dal film sono uscite il 4 settembre 2015.

## Distribuzione
Il film è passato in concorso nella sezione Orizzonti della 72ª Mostra internazionale d'arte cinematografica di Venezia, dove è avvenuta la sua anteprima mondiale il 5 settembre 2015.
Il film è uscito nelle sale cinematografiche italiane il 29 giugno 2017, distribuito da Fil Rouge Media.

## Accoglienza
In seguito all'anteprima al Festival di Venezia 2015 le prime recensioni si sono mostrate discordanti, anche se generalmente positive. Molti critici hanno criticato soprattutto il finale criptico e lo sfortunato tentativo di Corbet di replicare le atmosfere de Il nastro bianco di Michael Haneke. Sono state tuttavia lodate da molti la colonna sonora di Scott Walker e la recitazione del piccolo Tom Sweet, quella di Bérénice Bejo e quella di Liam Cunningham. Alcuni giornali esteri, quali Screen International, Variety, The Film Stage, Eye for Film e Cine Wu, hanno invece accolto molto positivamente il debutto di Corbet, lodando le atmosfere cupe e il senso di urgenza che aleggia su tutto il film.
Non positiva è invece la recensione di Deborah Young per l'Hollywood Reporter che dice del film: "Nel film c'è molta immaginazione e lavoro, ma purtroppo raramente vengono usati in un modo emozionante e significativo".

## Riconoscimenti
- 2015 - Mostra internazionale d'arte cinematografica di Venezia
  - Premio Orizzonti alla miglior regia a Brady Corbet
  - Leone del futuro - Premio Venezia opera prima "Luigi De Laurentiis"
- 2017 - Independent Spirit Awards
  - Candidatura al Miglior film d'esordio